# سايوز TMA-15
سويوز ت م إ 15 هي رحلة فضائية تم اطلاقها يوم 27 ماي 2009 من مركز بيكاونور الفضائي، من اهدافها ايصال 3 أعضاء من البعثة 20 إلى محطة الفضاء الدولية. ت م إ 15 هو التحليق ال102 لمركبة فضائية من نوع سويوز.

## الطاقم
الروسي رومان رومانينكو، والبلجيكي فرانك دي وين والكندي روبرت تيرسك اقلعوا دون وقوع أي حادث في 27 أيار / مايو 2009 إلى 10 ساعة 34 بتوقيت جرينتش.
روبرت تيرسك هو أول كندي يستخدم صاروخ سويوز، الكنديون كانوا يستخدمون فقط مكوك الفضاء الاميركي.وتعد هذه ثاني مهمة لفرانك دي وين على متن سويوز، وسبق أن شارك في رحلة إلى الفضاء في 30 تشرين الأول / أكتوبر إلى 10 نوفمبر 2002.

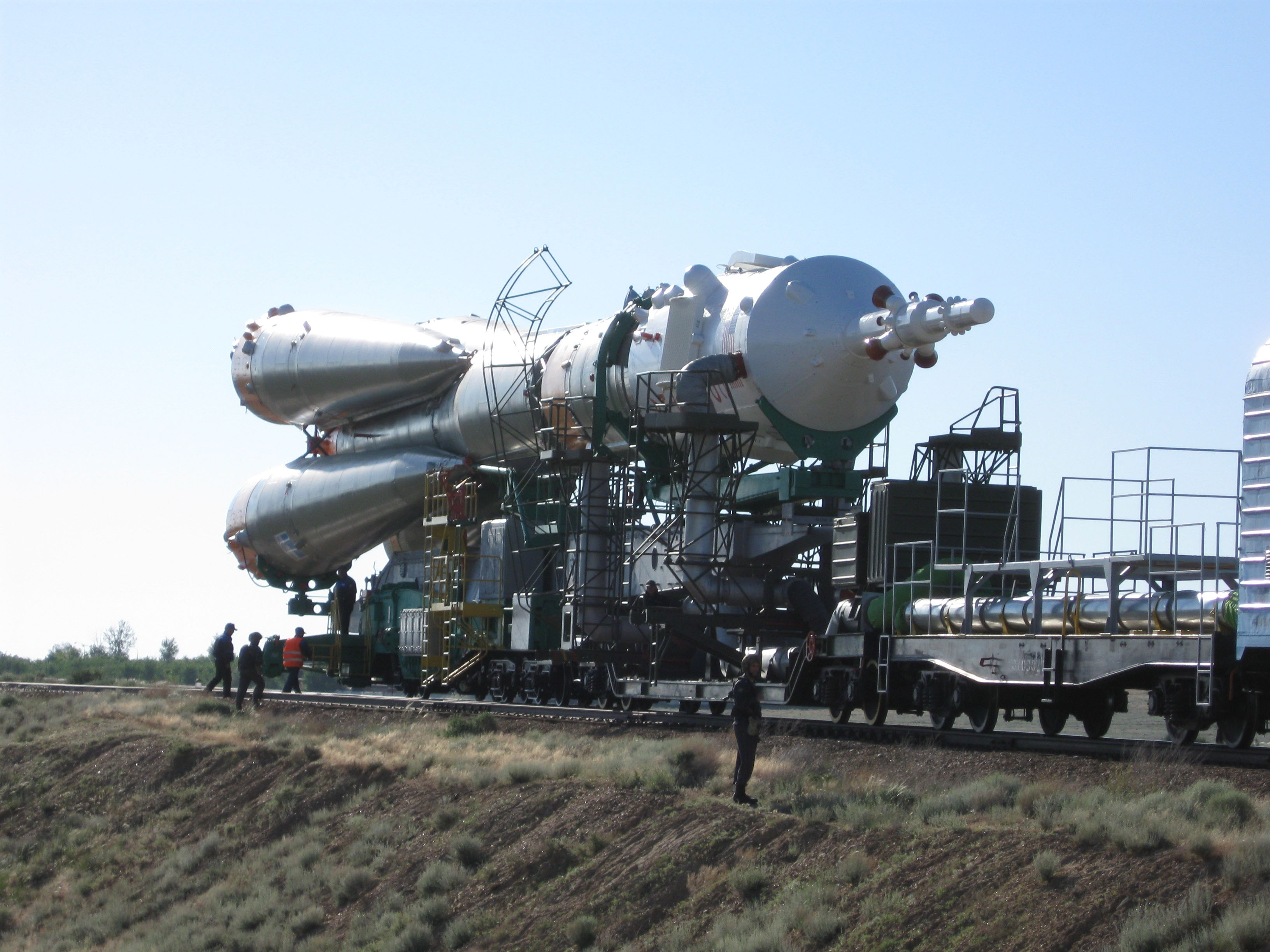
Soyouz TMA-15 se dirigeant vers le pas de tir